# Фелікс Моаті
Фе́лікс Моаті́ (фр. Félix Moati; нар. 24 травня 1990, Париж, Франція) — французький актор, кінорежисер та сценарист.

## Біографія
Фелікс Моаті народився 24 травня 1990 року в Парижі. Батько Фелікса — відомий французький режисер, продюсер і журналіст Серж Моаті. Свою акторську кар'єру Фелікс почав ще дитиною: в семирічному він знявся в телевізійному фільмі «Tendre piège», режисером якого виступив його батько.
У 2008 році Моаті зіграв роль Артура в підлітковій комедії Лізи Азуелос «LOL [дуже гучно реготати]». У 2011 році знявся у фільмі жахів Александра Бустільйо і Жульєн Морі «Мертвенно-блідий», в якому зіграв одну з головних ролей. Через рік Фелікс зіграв роль Віктора в комедії Мішеля Леклерка «Піратське телебачення». За роль в цьому фільмі актор отримав номінацію в категорії «Найперспективніший актор» французької національної кінопремії «Сезар» та нагороду як найкращий молодий актор на кінофестивалі романтичного кіно в Кабурі.
У 2013 році актор знявся у фільмі «Правила життя французького хлопця», який став дебютним художнім фільмом режисера Бенжамена Геджа. За роль у цьому фільмі Фелікс Моаті виграв «Приз журі» на Міжнародному фестивалі кінокомедії в Альп-д'Юез.
У 2016 році Моаті виступив режисером і сценаристом короткометражного фільму «За Сюзанною», який був номінований на «Золоту пальмову гілку» за найкращий короткометражний фільм на Каннському міжнародному кінофестивалі, але поступився нагородаю фільму «Таймкод» режисера Хуанхо Хіменеса Пенья.
У 2012 році Фелікс Моаті входив до складу журі програми «Отдкровення Картьє» на 38-му кінофестивалі американського кіно в Довілі; у 2016 — член журі конкурсу короткометражного кіно на 32-му кінофестивалі у Кабурі.

## Фільмографія

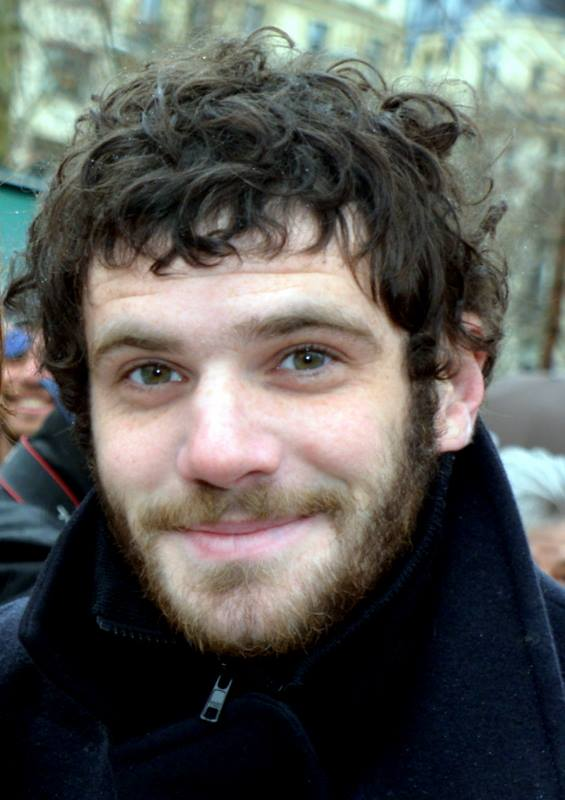
Ф. Моаті на церемонії Сезара, 2017

Актор
| Рік  |    | Українська назва                     | Оригінальна назва                       | Роль               |
| ---- | -- | ------------------------------------ | --------------------------------------- | ------------------ |
| 1996 | тф |                                      | Tendre piège                            |                    |
| 2008 | ф  | LOL [дуже гучно реготати]            | LOL (Laughing Out Loud)                 | Артур              |
| 2009 | тф | Неймовірні пригоди людини-сплаву     | Les incroyables aventures de Fusion Man | Рафаель            |
| 2011 | ф  | Мертвенно-блідий                     | Livide                                  | Вільям             |
| 2012 | ф  | Піратське телебачення                | Télé gaucho                             | Віктор             |
| 2013 | ф  | Правила життя французького хлопця    | Libre et assoupi                        | Бруно              |
| 2014 | ф  | Гіппократ                            | Hippocrate                              | Стефан             |
| 2014 | ф  | Габі дитяча лялька                   | Gaby Baby Doll                          | Вінсент            |
| 2014 | ф  | Валентин, Валентин                   | Valentin Valentin                       | Ромен              |
| 2015 | ф  | Давайте утрьох                       | À trois on y va                         | Міша               |
| 2015 | кф | Чорна мова                           | Langue noire                            | Ерван              |
| 2015 | ф  | Неймовірно особисте життя мосьє Сіма | La vie très privée de Monsieur Sim      | Франсіс у 20 років |
| 2015 | кф | Чорний звір                          | Bête noire                              | Ніколя             |
| 2016 | ф  | Сільський лікар                      | Médecin de campagne                     | Вінсент Вернер     |
| 2016 | кф | Дитинство вождя                      | L'enfance d'un chef                     | Фелікс             |
| 2016 | кф | Маленька людина                      | Petit Homme                             | Лео                |
| 2017 | ф  | Шукайте жінку                        | Cherchez la femme                       | Арман              |
| 2017 | ф  | Симон і Теодор                       | Simon et Théodore                       |                    |
| 2017 | ф  | Гаспар йде на весілля                | Gaspard va au mariage                   | Гаспар             |
| 2018 | ф  | Щасливі невдахи                      | Le grand bain                           | Джон               |
| 2020 | ф  | Опір                                 | Resistance                              | Ален Мангель       |

Режисер, сценарист
| Рік  |     | Назва українською | Оригінальна назва | Режисер | Сценарист |
| ---- | --- | ----------------- | ----------------- | ------- | --------- |
| 2016 | к/м | За Сюзанною       | Après Suzanne     | Так     | Так       |
| 2018 |     | Двоє синів        | Deux fils         | Так     |           |

## Визнання
| Нагороди та номінації Фелікса Моаті            | Нагороди та номінації Фелікса Моаті                         | Нагороди та номінації Фелікса Моаті | Нагороди та номінації Фелікса Моаті |
| Рік                                            | Категорія                                                   | Фільм                               | Результат                           |
| ---------------------------------------------- | ----------------------------------------------------------- | ----------------------------------- | ----------------------------------- |
| Премія «Сезар»                                 |                                                             |                                     |                                     |
| 2013                                           | Найперспективніший актор                                    | Піратське телебачення               | Перемога                            |
| 2016                                           | Найперспективніший актор                                    | Давайте утрьох                      | Номінація                           |
| 2017                                           | Найкращий короткометражний фільм                            | За Сюзанною                         | Номінація                           |
| Кінофестиваль у Кабурі                         |                                                             |                                     |                                     |
| 2013                                           | Найкращий актор-новачок                                     | Піратське телебачення               | Перемога                            |
| Міжнародний фестиваль кінокомедії в Альп-д'Юез |                                                             |                                     |                                     |
| 2014                                           | «Золотий Сван» найкращому молодому актору                   | Правила життя французького хлопця   | Перемога                            |
| Премія «Люм'єр»                                |                                                             |                                     |                                     |
| 2016                                           | Найкращий молодий актор                                     | Давайте утрьох                      | Номінація                           |
| Кінофестиваль міжнародний кінофестиваль        |                                                             |                                     |                                     |
| 2016                                           | «Золоту пальмову гілку» за найкращий короткометражний фільм | За Сюзанною                         | Номінація                           |